# Tamara Chiranova
Tamara Chinarova, (rusă Тамара Чинарова),cunoscută și sub numele de Tamara Finch, (n. 18 iulie 1919, Cetatea Albă, Județul Cetatea-Albă, România – d. 31 august 2017, Málaga, Andaluzia, Spania), a fost o balerină australiană, emigrată română, rusă și franceză, născută în Regatul României, care a contribuit semnificativ la dezvoltarea companiilor de dans australiene, fiind și interpretă rusă/engleză, pentru companiile de balet în turneu.
A fost, de asemenea, scriitoare de dans și autoare, ca Tamara Finch, a mai multor cărți non-ficțiune. A fost prima soție a actorului Peter Finch.

## Biografie

### Familie
Născută Tamara Yevsevievna Rekemchuk (rusă Тама́ра Евсевиевна Рекемчу́к) în 1919, în Cetatea Albă, Basarabia, fiica unui jurnalist ucrainean de descendență georgiană și a unei asistente de origine armeană. Bunicul ei matern, Kristapor Chinaryan, a fost un proprietar de pământ  armean, care a supraviețuit masacrelor hamidiene efectuate de către Imperiul Otoman.
În 1895, Chinaryan a fugit în Basarabia, unde a adoptat numele de familie rusificat de Chinarov. S-a căsătorit cu o ucraineană și în cele din urmă a devenit prosper, deținând trei podgorii, trei case și un hotel. Bunicul ei, a scris ea, „ar avea succes în afaceri chiar și pe o insulă pustie. Era practic, iute, receptiv, generos, invidiat și iubit.” În timpul pogromului de la Chișinău, el a adăpostit familii de evrei în subsolurile sale.
Mama ei, Anna, a studiat pentru a fi asistentă medicală, servind ca asiatentă a Crucii Roșii în timpul Primului Război Mondial. Acolo a cunoscut un căpitan de armată de origine ucraineană și georgiană, Yevsevy (Evsevi) Rekemchuk, și s-a căsătorit cu el în 1918.
În anii 1920 timpurii, familia s-a mutat la Paris, unde tatăl ei și-a căutat o carieră de jurnalist și într-o zi și-a luat fiica să vadă o reprezentație a celebrului ansamblu Les Ballet Russes. Tânăra Tamara s-a hotărât atunci să devină balerină. Curând și-a început antrenamentul de dans cu balerine emigrate de la Baletul Imperial Rus.
În 1926, tatăl ei a hotărât să se întoarcă în Uniunea Sovietică. Tamara îl descrie ca fiind „idealist” și dorind să ajute la construirea unei noi societăți.
Mama Tamarei, totuși, a fost o foarte hotărâtă anti-bolșevică și a decis să rămână la Paris cu Tamara. Niciuna nu l-au mai văzut vreodată. Tamara a luat numele de fată al mamei sale, Chinarova (transliterat în franceză ca „Tchinarova”). Fără să știe de familia abandonată și acestea de el, tatăl ei s-a căsătorit din nou în URSS. A doua sa soție a fost o actriță ucraineană, Lidia Prikhodko, iar în 1927 au avut un fiu, Alexandr Rekemchuk (d. 2017), care a devenit un scriitor realizat.
Între timp, Evsevi (Yevsevy) a lucrat pentru poliția secretă sovietică, dar a fost arestat, întemnițat și în cele din urmă împușcat, în 1937, în timpul Marii Epurări. A fost reabilitat postum după moartea lui Stalin. În 1940, bunicul matern al Tamarei Chinarova, Kristapor, în vârstă de 88 de ani, și soția sa au fost uciși de trupele sovietice, care le-au luat cu asalt locuința și i-au ucis cu baionetele. Alți membri ai familiei au fost exilați în Siberia, unde câțiva dintre ei au murit.

### Carieră în balet
La vârsta de 10 ani, Tchinarova a început să se antreneze la Paris cu renumit maestră de balet Olga Preobrazhenskaya, fostă balerină din Baletul Imperial Rus. În 1931, când încă avea doisprezece ani, a plecat în turneu în Algeria și Maroc, unde a fost prezentată drept „cea mai mică balerină din lume,” În 1932, a cântat în România natală, prezentând inclusiv un spectacol în orașul natal. Muzicieni romi au însoțit turneul, iar Tchinarova a învățat dansuri țigănești complexe, pe care le-a folosit mai târziu în Petrushka și în alte dansuri.
În urma morții celebrului impresar al Ballet Russes, Sergei Diaghilev, s-au format în Europa o serie de companii de balet succesoare. Acestea au inclus Ballet Russe de Monte-Carlo, Les Ballets 1933 și Original Ballet Russe al colonelului Vassili de Basil. Încă în adolescență, Tchinarova s-a alăturat tuturor aceste companii. În 1932, s-a alăturat trupei Balet Russe de Monte Carlo și a câștigat o rapidă recunoaștere. Tchinarova și colega sa de clasă, Irina Baronova, cu care a devenit imediat prietenă, Tatiana Riabouchinska și Tamara Toumanova au fost supranumite „Baby Ballerinas” ale lui Balanchine și cunoscute ca „Rusoaicele [balerine] care nu au dansat niciodată în Rusia.
În 1936, Chiranova a călătorit în turneu în Australia, împreună cu Baletul Rusesc de la Monte Carlo al lui de Basil. În timpul aceluiași turneu, a fost încântată, atunci când criticul, Arnold Haskell, i-a descris interpretarea din Léonide Massine, baletul Les Présages, ca fiind „strălucitoare” și „remarcabilă.”
Doi ani mai târziu, în 1938, însoțită de mama ei, s-a întors în Australia cu o altă trupă de Basil, Covent Garden Russian Ballet. A fost admirată pentru portretizarea reginei Thamar a Georgiei, personaj din baletul dramatic al lui Michel Fokine, Thamar. A fost, de asemenea lăudată pentru interpretarea ei în roluri de semi-caracter, precum cel din „Le Beau Danube.”
În 1939, la încheierea turneului Baletului Rus de la Covent Garden, împreună cu o serie de colegi, Chinarova și mama ei au optat să rămână în Australia. Chinarova a predat la Școala de Dans Frances Scully, în timp ce mama ei lucra într-o fabrică, cusând lenjerie de corp pentru femei, progresând mai târziu la fabricarea costumelor de balet. În 1941, Chinarova a fost rugată să se alăture Baletului Kirsova fondat de daneza Helene Kirsova, o fostă balerină din companiile de turnee ale lui de Basil. Pentru Chiranova, Kirsova a creat o serie de roluri, inclusiv cel al Satanei în producția în trei acte a lui Kirsova, Faust, care a avut premiera în noiembrie a aceluiași an.
În anii 1940, contribuția Tamarei Chinarova la noile companii australiene de balet, în curs de dezvoltare, a fost foarte importantă. Aceste companii de balet au inclus Baletul Polono-Australian și Baletul Borovansky. În timpul petrecut cu acesta din urmă, Tamara nu a fost doar dansatoarea principală, dar, suplimentând slaba amintire a detaliilor a lui Edouard Borovansky, a contribuit cel mai mult la repunerea în scenă cu el a varii balete precum Carnaval, Scheherazade și Le Beau Danube din repertoriul Ballets Russes.
După sfârșitul sezonului de balet cu Trupa Borovansky, în 1946, Tchinarova a mai dansat în două producții muzicale The Dancing Years și Gay Rosalinda. În 1948, a plecat la Londra împreună cu soțul ei, actorul Peter Finch. Devotata sa mamă s-a mutat și ea la Londra, unde a murit în 1979.

## Viață ulterioară baletului
După ce s-a retras din activitate sa de bază, cea de balerină, Tamara Finch a lucrat inițial ca interpret rus pentru delegațiile comerciale către și dinspre Uniunea Sovietică, dar acest lucru a făcut loc unei reveniri în lumea baletului, ajutând multe companii de dans vorbitoare de limba engleză, inclusiv Baletul australian, în timpul turneelor în Rusia, cât și pentru companiile rusești care făceau turnee în Occident.
De asemenea, Tamara Finch și-a creat o carieră în scris, contribuind la o serie de reviste de dans, în special în Dancing Times. Astfel, în 1958 a fost coautoare, împreună cu  Hector Cameron, la o carte conținând o colecție de basme rusești pentru copii, intitulată Micul Rege: Cartea a douăzeci de nopți și o noapte. 